# Luigi Gentilini
Luigi Gentilini (23. února 1812 Vezzano – 18. ledna 1900 Calavino) byl rakouský římskokatolický duchovní a politik italské národnosti z Tyrolska (respektive z Jižního Tyrolska), v 2. polovině 19. století poslanec Říšské rady.

## Biografie
Působil jako děkan v obci Calavino. Zasedal i jako poslanec Tyrolského zemského sněmu, kde zastupoval volební obvod Tione di Trento. Zemským poslancem byl od roku 1874 do roku 1896, s přestávkou v roce 1883.
Byl také poslancem Říšské rady (celostátního parlamentu Předlitavska), kam nastoupil v doplňovacích volbách roku 1877 za kurii venkovských obcí v Tyrolsku, obvod Roveredo, Riva, Tione atd. Slib složil 23. října 1877. Mandát obhájil v řádných volbách roku 1879. Slib složil 6. listopadu 1879. Opětovně byl zvolen i ve volbách roku 1891. Slib složil 28. září 1885. V roce 1877 se uvádí jako Dr. Luigi Gentilini, děkan, bytem Calavino. Ve volbách tehdy získal 130 hlasů a porazil protikandidáta Marchettiho, který obdržel jen 92 hlasů. Byl klerikálním kandidátem. Na práci Říšské rady se zpočátku fakticky nepodílel. V roce 1879 se uvádí jako konzervativec. Po volbách v roce 1879 je zmíněn jako jeden z poslanců, kteří přistoupili do tzv. Strany práva (Hohenwartův klub), která byla konzervativně a federalisticky orientována.
Zemřel v lednu 1900.